# Pygarctia matudai
Pygarctia matudai là một loài bướm đêm thuộc phân họ Arctiinae, họ Erebidae.